# Strasserism

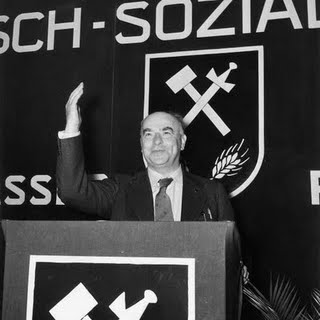
Otto Strasser susținând un discurs în fața noului său partid strasserist Uniunea Socială Germană înființat în 1956.

Strasserismul (în germană Strasserismus sau Straßerismus) este o formă de național-socialism dezvoltată pornind de la convingerile politice ale fraților Gregor și Otto Strasser⁠(d), ambii membrii ai NSDAP. Conform strasserismului, antisemitismul economic⁠(d) primează asupra oricărei alte forme de antisemitism, iar ideologia nazistă nu este suficient de radicală ca să contribuie la o renaștere națională⁠(d).
Otto Strasser, care s-a opus din motive strategice punctelor de vedere susținute de Adolf Hitler, a fost expulzat din Partidul Nazist în 1930 și a plecat în exil în Cehoslovacia, în timp ce Gregor Strasser a fost ucis în Germania la 30 iunie 1934 în timpul Operațiunii Colibri, operațiune în care numeroși susținători ai aceste forme, considerați adversari ai regimului, au fost eliminați. Strasserismul rămâne o poziție atractivă pentru mișcările postbelice de extremă dreapta.

## Ideologie
Denumirea de strasserism este aplicată unei forme de nazism formulate de către frații Strasser. Deși au fost implicați în crearea programului național-socialist⁠(d) în 1920, ambii au susținut că este partidul trebuie să renunțe la capitalul financiar⁠(d). Aceștia - asemenea lui Adolf Hitler - considerau că este necesară înlocuirea capitalismul financiar al evreilor⁠(d) - o formă de antisemitism economic - cu producerismul⁠(d) sau „capitalismul productiv”.
Această formă populistă de antisemitism economic a fost modificată în 1925 de Otto Strasser și publicată în Nationalsozialistische Briefe unde sunt discutate noțiunile de luptă de clasă, redistribuirea avuției⁠(d) și o posibilă alianță cu Uniunea Sovietică. În următoarea lucrare din 1930 intitulată Ministersessel oder Revolution l-a criticat pe Hitler pe motiv că acesta a trădat aspectul socialist al nazismului și a criticat ideea de Führerprinzip⁠(d). În timp ce Gregor Strasser era de acord cu nenumăratele remarci ale fratelui său, influența sa asupra strasserismului este limitată din cauza morții sale timpurii. Otto a continuat să-și modifice argumentele și a început să susțină destrămarea marilor moșii și dezvoltarea unui sistem identic cu asociațiile de meseriași⁠(d), respectiv înființarea unei cooperative a Reichului care să gestioneze planificarea economică⁠(d).
Strasserismul a devenit o formă distinctă de nazism care, pe lângă antisemitism și ultranaționalismul palingenetic, a implementat o puternică critică a capitalismului⁠(d) în baza unor unor argumente antisemite. Este însă sub semnul întrebării dacă această formă a fost cu adevărat diferită de național-socialismul clasic. Conform istoricului Ian Kershaw, „liderii SA [unde era și Gregor Strasser] nu aveau un punct de vedere diferit cu privire la  viitorului Germaniei sau o altă politică de propus”. Adepții strasserismului au susținut radicalizarea regimului nazist și eliminarea elitelor germane, caracterizând ascensiunea lui Hitler la putere drept o revoluție pe jumătate încheiată.